# 百年乡情
《百年乡情》（英語：The Village）是一部英国时代电视剧。本剧设定于20世纪的一个德比郡村庄，通过中心角色Bert Middleton讲述了在这里的生活。第一季设定在1914年到1920年的生活，第二季将会设定在1920年代。
本剧的编剧是彼得·莫法特，为编剧在当地和帝国战争博物馆进行过相关调查。演员约翰·西姆也通过当地史学家的书籍Milk, Muck and Memories调查当时农民的生活。
本剧第一季6集于2013年3月31日于英國廣播公司第一台播出，会在2014年播出第二季。